# Apollo Theater (Amsterdam)
Het Apollo Theater was een bioscoop op de Haarlemmerdijk 82 in Amsterdam. De opening was op 25-02-1911 en de sluiting was op 08-11-1964. Het theater had een capaciteit van 400 zitplaatsen in 1911. Het was een theater voor de gewone man, en trok toeschouwers uit de naastgelegen Jordaan en de Westelijke Eilanden.
In: Het Nieuws van den Dag, van 24-01-1912 was te lezen Het Apollo-Theater op de Haarlemmerdijk blijkt in deze buurt, waar in den geheelen omtrek geen publieke vermakelijkheden zijn, alle reden van bestaan te hebben. Het is in de praktisch ingerichte zaal met een hangende galerij voor het damesorkest onder leiding van juffrouw Rentmeester, avond aan avond stampvol. Er worden goede bioscope-vertooningen gegeven. De heer Lucien, een coupletzanger, met warm, aangenaam geluid, zingt er en de heer Henri Orvan vergast er de menigte op humoristische voordrachten. Als de directie blijft zorgen, dat de bioscope-vertooningen niet zondigen tegen den goeden smaak en de te zingen coupletten niet door de platheid ontsierd worden, heeft hare onderneming een goede toekomst."